# David Ogden Stiers
David Allen Ogden Stiers (ur. 31 października 1942 w Peoria, zm. 3 marca 2018 w Newport) – amerykański aktor filmowy i teatralny, dyrygent i narrator. Występował w roli majora Charlesa Emersona Winchestera III z serialu telewizyjnego M*A*S*H.

## Życiorys
Uczęszczał do szkoły średniej Urbana High School, w tym samym czasie, co krytyk filmowy Roger Ebert. Ukończył Liceum Ogólnokształcące North Eugene High School w stanie Oregon, a następnie krótko uczęszczał na wyższą uczelnie University of Oregon. Studiował w Juilliard School, a podczas studiów dołączył do grupy The Acting Company, którą prowadził aktor John Houseman.
Zmarł 3 marca 2018 w swoim domu w Newport w wieku 75 lat. Chorował na raka pęcherza moczowego.

## Filmografia
- THX 1138 (1971) jako spiker (głos)
- Jedźmy przed siebie (Drive, He Said, 1971) jako właściciel
- Kojak (1975) jako pan Roberts / Bryan LeBlanc (gościnnie)
- Aniołki Charliego (Charlie’s Angels, 1976) jako Scott Woodville (gościnnie)
- Mary Tyler Moore (1976–1977) jako Mel Price (gościnnie)
- Rhoda (1976–1977) jako George (gościnnie)
- The Tony Randall Show (1977)
- O mój Boże! (Oh, God!, 1977) jako pan McCarthy
- Tani detektyw (The Cheap Detective, 1978) jako kapitan
- Wojna Harry’ego (Harry’s War, 1981) jako Ernie
- M*A*S*H (1983) jako major Charles Winchester
- The First Olympics: Athens 1896 (1984) jako doktor William Milligan Sloane
- Dziedzictwo zła (The Bad Seed, 1985) jako Emory Breedlove
- Człowiek w czerwonym bucie (The Man with One Red Shoe, 1985) jako Konduktor
- Lepiej umrzeć (Better Off Dead..., 1985) jako Al Meyer
- Stwórca (Creator, 1985) jako Sid
- Północ-Południe (North and South, 1985) jako Kongresmen Sam Green
- Pani Delafield wychodzi za mąż (Mrs. Delafield Wants to Marry, 1986) jako Horton Delafield
- Alamo: 13 dni chwały (The Alamo: Thirteen Days to Glory, 1987)
- Inna kobieta (Another Woman, 1988) jako Młodszy ojciec Marion
- ALF (1988) jako Flakey Pete
- Matlock (1987–1988) jako Thomas Baldwin / Arthur Hampton
- Przypadkowy turysta (The Accidental Tourist, 1988) jako Porter
- Dzień pierwszy (Day One, 1989) jako Franklin D. Roosevelt
- CBS Schoolbreak Special (1990) jako Jack Henderson
- Skrzydła (Wings, 1990) jako Edward Tinsdale
- Star Trek: Następne pokolenie (Star Trek: The Next Generation, 1991) jako Timicin
- Doc Hollywood (1991) jako major Nick Nicholson
- Piękna i Bestia (Beauty and the Beast, 1991) Trybik / Narrator (głos)
- Cienie we mgle (Shadows and Fog, 1991) jako Hacker
- Szkarłatny pilot (Kurenai no buta, 1992) jako Grandpa Piccolo(głos, druga angielska wersja językowa)
- Żelazna Wola (Iron Will, 1994) jako J.W. Harper
- Złe towarzystwo (Bad Company, 1995) jako sędzia Beach
- Pocahontas (1995) jako gubernator Ratcliffe / Wiggins (głos)
- Jej wysokość Afrodyta (Mighty Aphrodite, 1995) jako Laius
- Cybill (1996) jako Val
- Mroczne dziedzictwo (Poltergeist: The Legacy, 1996) jako Randolph Hitchcock
- Napisała: Morderstwo (Murder, She Wrote, 1996) jako Aubrey Thornton / Howard Deems / Sergei Nemiroff
- Dzwonnik z Notre Dame (The Hunchback of Notre Dame, 1996) jako archidiakon (głos)
- Wszyscy mówią: kocham cię (Everyone Says I Love You, 1996) jako ojciec Holdena
- Doktor Quinn (Dr. Quinn, Medicine Woman, 1997) jako Theodore Quinn
- Z dżungli do dżungli (Jungle 2 Jungle, 1997) jako Alexei Jovanovic
- Piękna i Bestia. Zaczarowane Święta (Beauty and the Beast: The Enchanted Christmas, 1997) jako Trybik (głos)
- 101 dalmatyńczyków (101 Dalmatians: The Series, 1998) jako VLAD (głos)
- Piękna i Bestia. Zaczarowany świat Belli (Belle’s Magical World, 1998) jako Trybik (głos)
- Odkrycie profesora Krippendorfa (Krippendorf’s Tribe, 1998) jako Henry Spivey
- Oni, ona i pizzeria (Two Guys and a Girl, 1998) jako pan Bauer
- Pocahontas 2: Podróż do Nowego Świata (Pocahontas II: Journey to a New World, 1998) jako gubernator Ratcliffe (głos)
- Ally McBeal (1998) jako sędzia Andrew Peters
- Kancelaria adwokacka (The Practice, 1999) jako sędzia Hollings
- Po tamtej stronie (The Outer Limits, 1999)
- Rodzinka Yamadów (Hôhokekyo tonari no Yamada-kun, 1999) narrator (głos, angielska wersja językowa)
- Atlantyda. Zaginiony ląd (Atlantis: The Lost Empire, 2001) jako Fenton Q. Harcourt (głos)
- Klątwa skorpiona (The Curse of the Jade Scorpion, 2001) jako Voltan
- Majestic (2001) jako Doc Stanton
- Lilo i Stitch (2002) jako Jumba Jookiba (głos)
- Stich: Misja (2003) jako Jumba Jookiba (głos)
- Lilo i Stitch (2003–2006) jako Jumba Jookiba (głos)
- Batman: Tajemnica Batwoman (2003) jako Pingwin / Oswald Cobblepot (głos)
- Maleństwo i przyjaciele (2004) jako narrator
- Uczciwy przekręt (Leverage, 2011) jako Walt Whitman Wellesley IV

## Nagrody
Annie
- Nominacja w 2001

Nagroda Emmy
- Nominacja w 1981
- Nominacja w 1982
- Nominacja w 1984

TV Land Awards
- Wygrana w 2009